# 於波留
於波留（おはる、生没年不詳）は、戦国時代の女性。松平昌安の娘で松平清康の前妻。

## 略歴
大永4年（1524年）、松平清康が支城の山中城を乗っ取り、本城の岡崎城の開城を松平昌安に迫った時、昌安は娘の於波留を清康に嫁がせて城を譲った 。

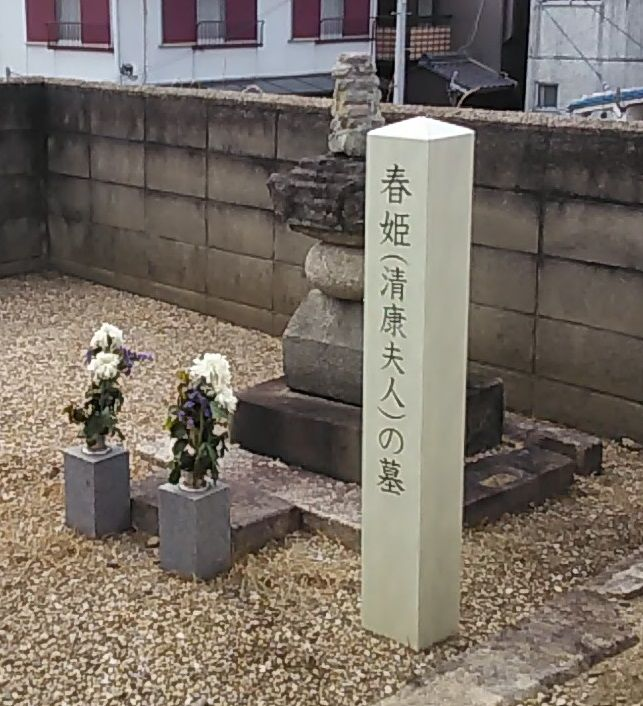
於波留(春姫)の墓(岡崎市大林寺)

ただし、この当時、清康と実家の安城松平家の間に何らかの問題が発生して清康が同家を離れており、昌安が清康を婿養子に迎えて岡崎城を譲ったとする説もある。
『柳営婦女伝系』によれば、大永5年（1525年）に離別したという。2人の間に子はなかった 。